# 1898 na música

## Nascimentos
| Data           | Nome            | Profissão  | Nacionalidade  | Observações | Ref |
| -------------- | --------------- | ---------- | -------------- | ----------- | --- |
| 19 de Agosto   | Francisco Alves | cantor     | Brasil         | m. 1952     |     |
| 26 de Setembro | George Gershwin | compositor | Estados Unidos | m. 1937     |     |

## Mortes
| Data        | Nome        | Profissão | Nacionalidade | Observações | Ref |
| ----------- | ----------- | --------- | ------------- | ----------- | --- |
| 28 de Março | Anton Seidl | maestro   | Hungria       | n. 1850     |     |